# Карманово (Костромская область)
Карманово — деревня в Лопарёвском сельском поселении Галичского района Костромской области России.

## История
Согласно Спискам населенных мест Российской империи в 1872 году деревня относилась к 2 стану Галичского уезда Костромской губернии. В ней числилось 8 дворов, проживало 33 мужчины и 34 женщины.
Согласно переписи населения 1897 года в деревне проживало 104 человека (48 мужчин и 56 женщин).
Согласно Списку населенных мест Костромской губернии в 1907 году деревня относилась к Пречистинской волости Галичского уезда Костромской губернии. По сведениям волостного правления за 1907 год в ней числилось 18 крестьянских дворов и 139 жителей. Основными занятиями жителей деревни, помимо земледелия, были плотницкий и малярный промыслы.

## Население
Численность населения населённого пункта менялась по годам:
| Население по годам  |      |      |      |      |      |      |
| Год                 | 1877 | 1897 | 1907 | 2008 | 2012 | 2014 |
| Жителей             | 77   | 104  | 139  | 10   | 7    | 7    |
| Крестьянских дворов | 8    | —    | 18   | —    | —    | —    |